# Diócesis de Uijeongbu
La diócesis de Uijeongbu (en latín: Dioecesis Uiiongbuen(sis) y en coreano: 천주교 의정부교구) es una circunscripción eclesiástica latina de la Iglesia católica en Corea del Sur, sufragánea de la arquidiócesis de Seúl. La diócesis tiene al obispo Peter Lee Ki-heon como su ordinario desde el 26 de febrero de 2010.

## Territorio y organización
La diócesis extiende su jurisdicción sobre los fieles católicos de rito latino residentes en las ciudades de Goyang, Guri, Namyangju, Dongducheon, Yangju, Uijeongbu, Paju y el condado de Yeoncheon-gun en la provincia de Gyeonggi.
La sede de la diócesis se encuentra en la ciudad de Uijeongbu, en donde se halla la Catedral del Sagrado Corazón de María.
En 2020 la diócesis estaba dividida en 81 parroquias.

## Historia
La diócesis fue erigida el 24 de junio de 2004 con la bula Animarum saluti del papa Juan Pablo II separando territorio de la arquidiócesis de Seúl.

## Episcopologio
- Joseph Lee Han-taek, S.I. (5 de julio de 2004-26 de febrero de 2010 retirado)
- Peter Lee Ki-heon, desde el 26 de febrero de 2010

## Estadísticas
De acuerdo al Anuario Pontificio 2021 la diócesis tenía a fines de 2020 un total de 315 620 fieles bautizados.
| Año                                                                             | Población            | Población | Población      | Sacerdotes | Sacerdotes    | Sacerdotes    | Bautizados por sacerdote | Diáconos permanentes | Religiosos | Religiosos | Parroquias |
| Año                                                                             | Bautizados católicos | Total     | % de católicos | Total      | Clero secular | Clero regular | Bautizados por sacerdote | Diáconos permanentes | Varones    | Mujeres    | Parroquias |
| ------------------------------------------------------------------------------- | -------------------- | --------- | -------------- | ---------- | ------------- | ------------- | ------------------------ | -------------------- | ---------- | ---------- | ---------- |
| 2004                                                                            | 161 872              | 2 311 858 | 7.0            | 67         | 67            |               | 2416                     |                      |            | 60         | 51         |
| 2005                                                                            | 156 770              | 2 337 729 | 6.7            | 121        | 121           |               | 1295                     |                      | 1          | 60         | 55         |
| 2010                                                                            | 235 504              | 2 644 000 | 8.9            | 155        | 146           | 9             | 1519                     |                      | 27         | 190        | 66         |
| 2014                                                                            | 278 836              | 2 956 276 | 9.4            | 177        | 166           | 11            | 1575                     |                      | 32         | 220        | 74         |
| 2017                                                                            | 297 502              | 3 114 536 | 9.6            | 186        | 170           | 16            | 1599                     |                      | 34         | 243        | 78         |
| 2020                                                                            | 315 620              | 3 110 370 | 10.1           | 202        | 183           | 19            | 1562                     |                      | 41         | 263        | 81         |
| Fuente: Catholic-Hierarchy, que a su vez toma los datos del Anuario Pontificio. |                      |           |                |            |               |               |                          |                      |            |            |            |